# Ash Ra Tempel (альбом)
Ash Ra Tempel — дебютный студийный альбом группы краут-рока Ash Ra Tempel, записанный и выпущенный в 1971 году.

## Характеристика
Мощный дебютный альбом Ash Ra Tempel показал себя изумительно прозорливым и абсолютно совершенным в качестве логичного распространения духа наркотического космического джема в разреженные сферы. Альбом состоит из двух треков, каждый из которых занимает целую сторону, оба являются захватывающими примерами технических возможностей, смешанных с силой рока.
«Amboss» — полностью взрывающий сознание гитарный джем, напоминающий самые насыщенные моменты Electronic Meditation (дебютный альбом Tangerine Dream). Это не удивительно, так как оба альбома вышли на Ohr, и в записи обоих участвовал Шульце. «Traummaschine» — значительно более расслабленный, зловещий трек, главным образом опирающийся на среду, где гитара поднимает голову только эпизодически. Он не менее галлюциногенный, но по полностью противоположной причине, чем «Amboss».

## Список композиций
1. «Amboss» (в переводе с нем. — «Наковальня») — 19:40
2. «Traummaschine» (в переводе с нем. — «Машина сна») — 25:24

## Состав музыкантов
Мануэль Геттшинг — гитара, вокал, электроника
Клаус Шульце — барабаны, перкуссия, электроника
Хартмут Энке — бас